# Palacio de Jabalquinto
El palacio de Jabalquinto es un edificio de arquitectura civil situado intramuros en la ciudad española de Baeza, en la provincia de Jaén. Se trata de uno de los símbolos patrimoniales más destacados de la localidad y del Señorío y posterior Marquesado de Jabalquinto. Actualmente acoge la Sede Antonio Machado de la Universidad Internacional de Andalucía. Forma parte del conjunto monumental renacentista de Baeza, que junto con el de Úbeda, fue declarado Patrimonio de la Humanidad por la Unesco en 2003.

## Historia

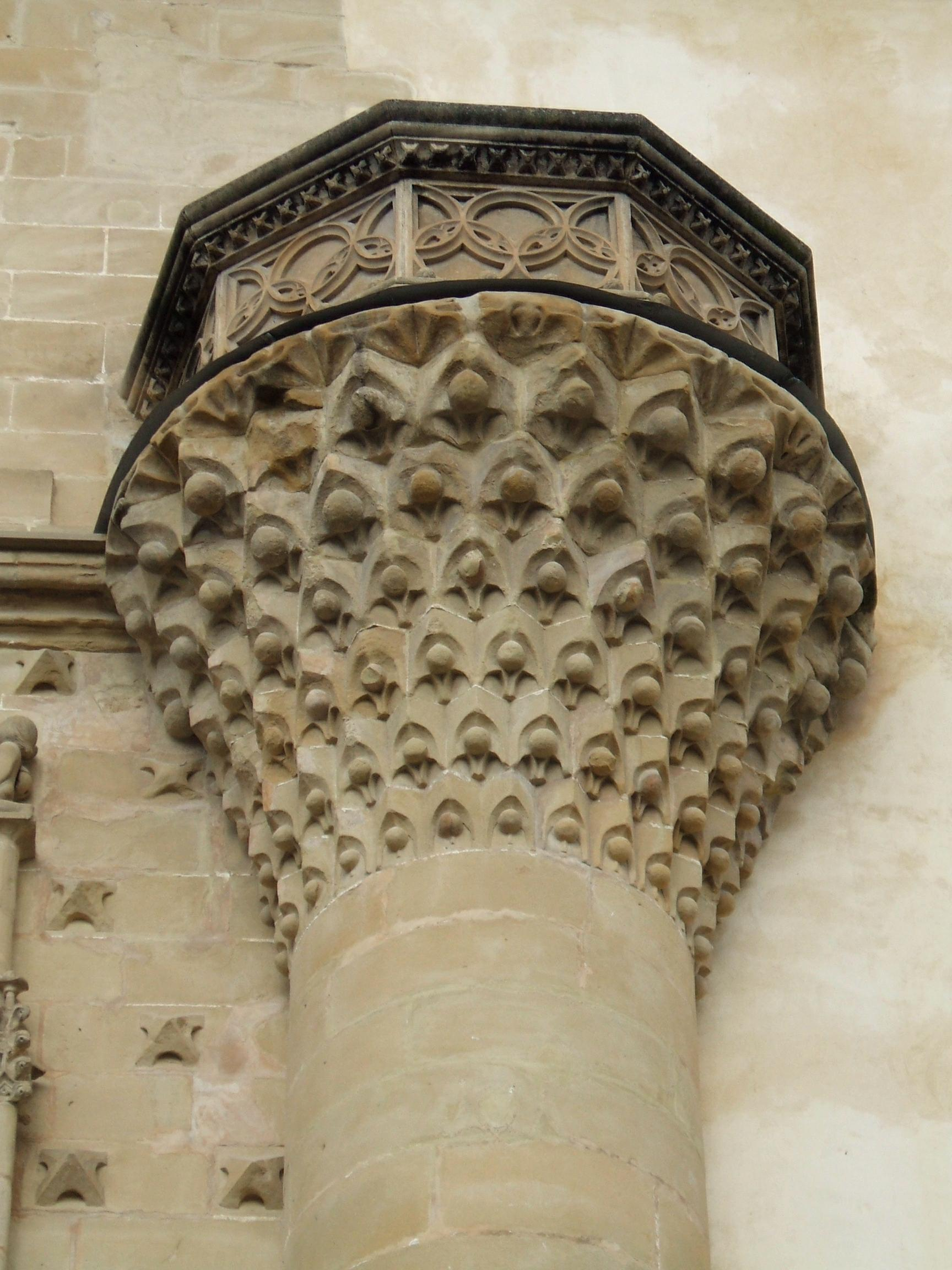
Cuerpo de remate del contrafuerte derecho.

Fue mandado edificar en la segunda mitad del siglo XV por el señor de Jabalquinto Juan Alfonso de Benavides Manrique, el "Famoso Capitán de Lorca" (primo segundo del rey Fernando el Católico) casado con doña Beatriz de Valencia Bracamonte; el primogénito de ambos, Manuel, casó con Luisa Manrique, hija del célebre poeta Jorge Manrique.
En 1637, la heredera de la Casa, Isabel de Benavides, marquesa de Jabalquinto, casó con el conde de Benavente, Antonio Alonso Pimentel de Quiñones, uniéndose ambos títulos. En 1720, a petición del Seminario de San Felipe Neri y para ampliación del mismo, los condes cedieron el palacio, reservándose el derecho, ellos y sus sucesores, de tener habitación cuando viniesen a Baeza, asiento señalado en la capilla y el respeto de los escudos de armas del edificio.
En 1836 se incautó el Estado del inmueble, cediéndolo de nuevo al Seminario en 1853. El palacio continuó siendo utilizado como Seminario Menor de la diócesis de Jaén hasta la extinción del mismo en 1969, y su posterior conversión por la diócesis en Colegio Menor durante la década de 1970. Mientras tanto, en 1931, había sido declarado monumento histórico-artístico. Entre 1987 y 1991 fue sede de la Escuela Taller de Rehabilitación del Patrimonio Histórico-Artístico de Baeza. Con la fundación de la UNIA, en 1994, el palacio es cedido por la diócesis a la nueva institución universitaria; la rehabilitación final del mismo supuso para la UNIA la obtención, en 2005, del segundo premio Ciudades Patrimonio de la Humanidad otorgado por el Ministerio de Cultura de España, por la restauración y puesta en uso del edificio. Actualmente acoge, junto con el antiguo seminario menor, la Sede Antonio Machado de la Universidad Internacional de Andalucía.

## Estilos arquitectónicos

### Fachada

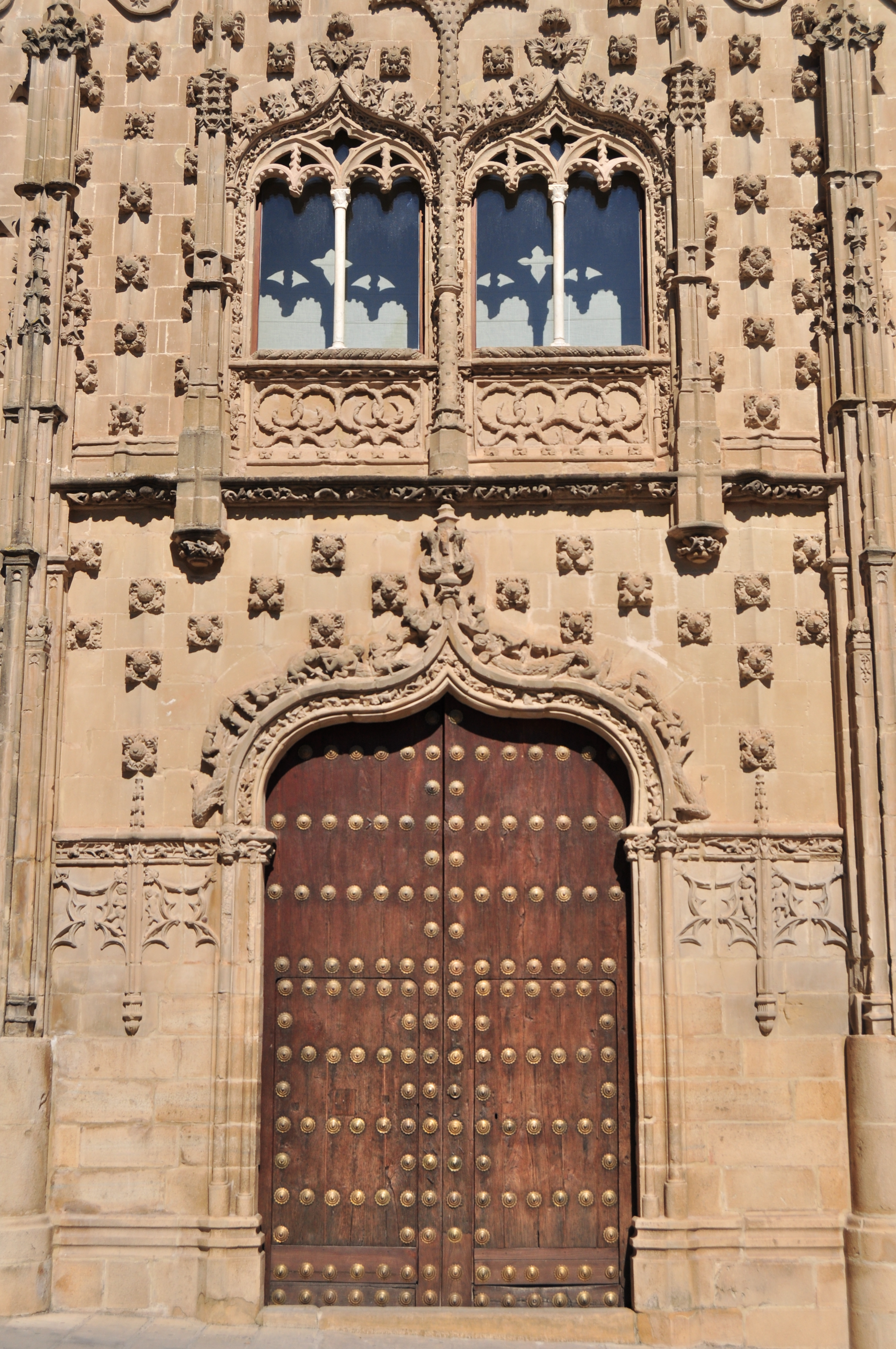
Portada principal

El proyecto de la misma se ha atribuido a Juan Guas, pero Molina Hipólito se inclinó por Enrique Egas como proyectista y Pedro López, maestro mayor de Jaén, como ejecutor de la obra. De estilo Reyes Católicos se adorna con profusión de puntas de diamante, clavos de piña, frondas, florones, lazos, pináculos, heráldica y mocárabes. En origen, su imagen era mucho más gótica, y su logia superior similar y hermanada a la del Palacio del Infantado de Guadalajara.
En el primer cuerpo, la puerta ―centrada y enmarcada por pináculos góticos a modo de arrabá― forma un arco conopial recorrido por dos troncos por los que trepan graciosamente catorce figurillas humanas. El segundo cuerpo tiene cuatro ventanas ―gemelas las centrales― también entre pináculos y ajimezadas con delicadas columnillas. Sobre ellas, ocho escudos terciados "a la valona" (inclinados) con yelmos, cimeras y lambrequines: cuatro del señor de Jabalquinto (Benavides, Manrique, Mendoza y Rojas) y cuatro de su esposa (Valencia, Bracamonte, Acuña y Mendoza). Toda esta fantasía se halla enmarcada entre dos contrafuertes cilíndricos que se abren en mocárabes coronados por antepechos reconstruidos en la segunda mitad del siglo XX ―a imitación de los propios de las ventanas― por la Dirección General de Bellas Artes.
Un mirador columnado renacentista fue añadido algo más tarde sobre la fábrica gótica, que sería similar a la logia del Palacio del Infantado, que el mismo Juan Guas ideó; los actuales antepechos del mismo ―imitando los de las galerías del patio― proceden de la última restauración del edificio, y sustituyen a los góticos flamígeros anteriores.
Las habitaciones que dan a la fachada, y que forman con ella la parte más antigua del edificio, conservan sus artesonados, algunos policromados.

### Patio y escalera

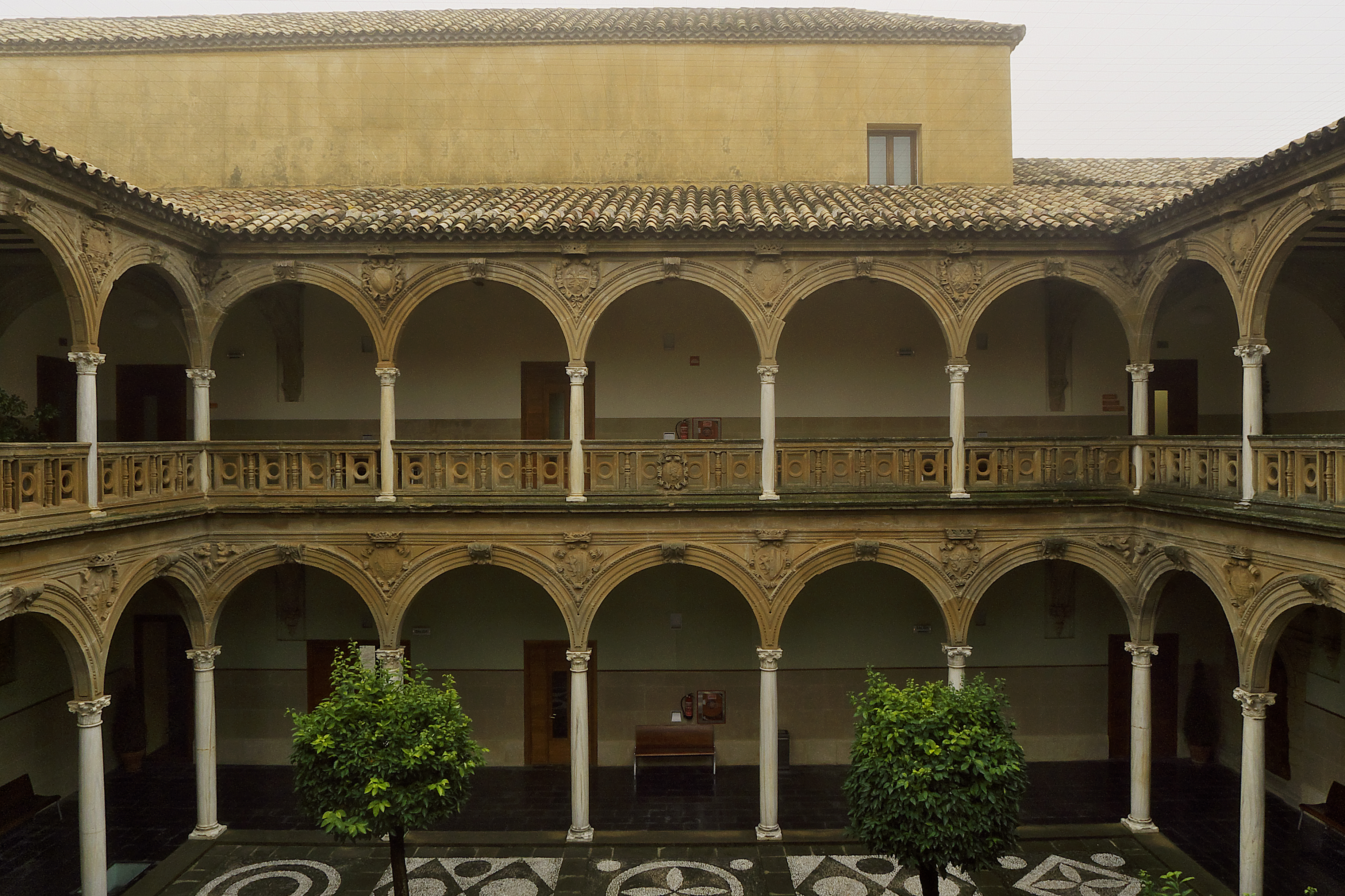
Patio renacentista

El patio es renacentista, apuntando ya al barroco, es de doble arcada con columnas de mármol y escudos en todas las enjutas salvo las de ángulo, que llevan parejas de niños; el antepecho de la galería alta está formado por rectángulos y balaustres alternados. En el intradós de las claves de dos arcos figuran dos fechas: 1599 y 1600. A principios de los ochenta del siglo XX, su estructura fue consolidada por la Dirección General de Bellas Artes.

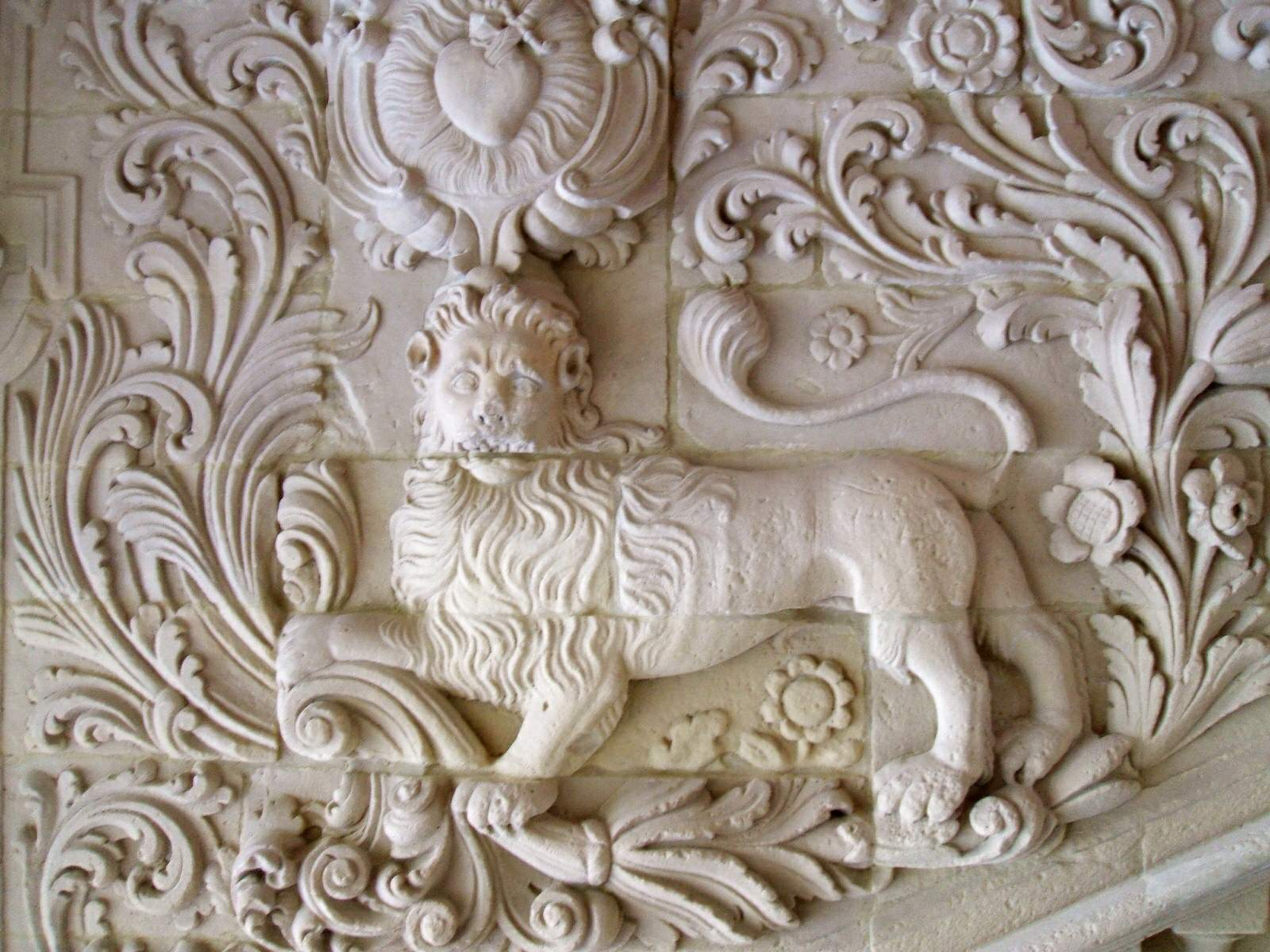
Decoración del primer tramo de la escalera.

La monumental escalera, de tipo imperial, con sus estípites, balaustres, volutas y demás profusa decoración, es netamente barroca. Su acceso adquiere forma de arco de triunfo de tres vanos y su hueco se cubre con bóveda de media naranja. No obstante su aparente unidad, pueden observarse elementos que llegan hasta el primer cuarto del siglo XVIII. En este espacio se encontraban, hasta el cierre del colegio menor, dos obras de arte actualmente custodiadas en la catedral: la lámpara de la bóveda del crucero y el lienzo de la Sagrada Familia atribuido a Juan de Valdés Leal, y que se hallaba dentro del marco de yesería que decora la meseta de la escalera.